# Marković Polje
Marković Polje je naselje u distriktu Brčko, BiH.

## Stanovništvo
Nacionalni sastav stanovništva 1991. godine, bio je sljedeći:
ukupno: 470
- Hrvati - 362
- Srbi - 88
- Jugoslaveni - 2
- ostali, neopredijeljeni i nepoznato - 18